# ماریام پطروسیان
ماریام پطروسیان (ارمنی: Մարիամ Պետրոսյան؛ زادهٔ ۱۰ اوت ۱۹۶۹) یک نقاش، کارتونیست و رمان‌نویس به زبان روسی اهل ارمنستان است که 
بیش از هر چیز بابت نگارش رمان خانهٔ خاکستری (۲۰۰۹) شناخته می‌شود که برندهٔ جایزه شد و به هشت زبان ترجمه شده‌است

## زندگی‌نامه
وی در ۱۰ اوت ۱۹۶۹ در ایروان پایتخت ارمنستان به دنیا آمد. پس از فارغ‌التحصیلی از کالج هنری به عنوان کارتونیست در استودیو آرمن‌فیلم مشغول به فعالیت شد. وی بعداً برای کار در سایوزمولتفیلم به مسکو نقل مکان نمود.

## زندگی شخصی
ماریام با آرتاشس استامبولتسیان که طراح گرافیک می‌باشد ازدواج نموده‌است و صاحب دو فرزند می‌باشد. وی نوه بزرگ ماردیروس ساریان می‌باشد.